# Rondy
Pour le médecin militaire français, voir Jean-Louis Rondy.
Le Rondy (ou Rondi) est une rivière de la Gâtine tourangelle, affluent de la Brenne sur sa rive droite.

## Géographie
D'une longueur de 11,4 kilomètres, il prend sa source au lieu-dit Monthalan sur la commune de Monthodon (Indre-et-Loire) et, quelques centaines de mètres après ce village, pénètre en Loir-et-Cher sur la commune d'Authon, pour rejoindre la Brenne à l'entrée de Neuville-sur-Brenne.
De nombreux moulins jalonnaient autrefois ce cours d'eau : le moulin de Monthodon, Guillemer, la Bercilière — le dernier en activité — le Grand Moulin de l'Étoile, et le moulin de Vaunas.